# L.A.P.D.
Az L.A.P.D. (először Love And Peace Dude, tehát Szeretet És Béke Haver, később Laughing As People Die, azaz Nevetünk Az Emberek Halálán) egy amerikai funk-metal zenekar, a nu metal egyik előfutára. 1989 és 1992 között működött, majd feloszlott, és 18 évvel később, 2010-ben új felállással összeállt újra, azóta folyamatosan működik. Bár a zenekar nagy sikereket soha nem ért el, a zenetörténelemben mégis fontos szerepe van, hiszen itt kezdet a pályafutását James Shaffer, Reginald Arvizu és David Silveria, akik később megalapították a Kornt, Jonathan Davisszel és Brian Welchcsel.
Shaffer, Arvizu és Morrill alapította a zenekart. Amikor Capra is csatlakozott hozzájuk, ő funk-metalos beütést hozott a zenekarba, és a zenéjük a Faith No Morehoz és Red Hot Chili Pepperséhez hasonlította. Még szükségük volt egy dobosra, ezért feladtak az újságban egy hirdetést, amire David Silveria válaszolt, és ő lett a dobos. Nem sokkal ezután felvettek egy demót, ami underground körökben nagy sikernek örvendett. Rájöttek, hogy sikeresek lehetnek. 1989-ben felbéreltek egy menedzsert, aki a Triple X Recordshoz szerződtette őket még ugyanabban az évben.
1991-ben kiadták az első albumukat, a Who's Laughing Nowt. Nem sokkal a megjelenése után Pete Capra elhagyta a zenekart, és egy olyan ember jött a helyére, akinek a mai napig csak a vezetéknevét tudjuk: Corey. Pár héttel később őt is kirúgták. Ezek után Richard Morill is elhagyta a zenekart, a többiek pedig megalapították a Kornt.

## Története
Alapítása

Az L.A.P.D.-t egy kaliforniai városban, Bakersfieldben alapították, 1989-ben. Az alapítók: Richard Morrill, James Shaffer, és Reginald Arvizu. Mivel még hiányzott az énekes, megkérték az egyik ismerősüket, Pete Caprát, hogy csatlakozzon hozzájuk, énekesnek. Miután Capra csatlakozott hozzájuk, a zenekar olyan zenét kezdett játszani, mint a Faith No More és a Red Hot Chili Peppers.
Mivel még szükségük volt egy dobosra, feladtak egy hirdetést az újságban, ahol úgy írták le magukat, mint egy: "funk, thrash metal és groove metal elemeket ötvöző zenekart. A hirdetésre David Silveria válaszolt, aki bár ekkor csak tizenhat éves, mégis felvételt nyert a csapatba. Ezután felvettek négy demót, név szerint: "James Brown", "Stinging Like a Bee", "Jesus", és "Don't Label Me".
A zenekar ezek után elhagyta Bakersfieldet, és Los Angelesbe ment. Silveriat ezért kirúgták a középiskolából. Egyedül Shaffer akart maradni, de amikor szakított a barátnőjével, ő is követte a zenekart. Ekkoriban Brian Welch, aki középiskolából ismerte Shaffert és Arvizut, hallgatgatta a zenekar anyagait, amik tetszettek neki. Később csatlakozott is a Kornhoz, de ekkortájt a Creep nevű zenekar tagja volt.
Love And Peace Dude EP

1990-ben sok helyen felléptek Los Angelesben, hogy reklámozzák magukat és a magukról elnevezett demójukat. Érdekesség, hogy a Los Angeles-i rendőrséget is L.A.P.D.-nek kell rövidíteni (Los Angeles Police Department). Ezután Arthur Von Blomberg lett a menedzserük. Kidobták őket egy stúdióból, találtak egy újat, de Arthur a Triple X Recordshoz szerződtette őket. Dr. Dre, Social Distortion, Jane’s Addiction és a The Vandals mind ott kezdte a pályafutását.
Who's Laughing Now

1991-ben a zenekar felvette a Triple X Recordsnál az első rendes stúdióalbumát, ami 11 számot tartalmazott. Május 3-án adták ki az indie rock és alternatív rock elemeket ötvöző lemezt. Soha nem ért el nagy sikert. Ezek után Pete Capra kilépett az együttesből, és Coreyval pótolták. Nem tudjuk a teljes nevét, csak ezt. Aztán őt is kirúgták, néhány hétre rá, drogok miatt. Ezek után Shaffer, Arvizu és David, Jonathannal és Welchcsel kibővülve megalapították az azóta is működő Kornt.

## Diszkográfia
- 1989: Love And Peace Dude
- 1991: Who’s Laughing Now
- 1997: L.A.P.D.

Mindhármat a Triple X Records adta ki.